# 落垡站
落垡站是一个京沪线上的铁路车站，位于河北省廊坊市安次区落垡镇，距北京站87公里，距上海站1376公里，建于1895年，目前为四等站，邮政编码为102801。